# Cousin Junior
Lanny Neal Kean Jr. (Jamestown, 19 aprile 1960 – Franklin, 13 gennaio 2009) è stato un wrestler statunitense.

## Carriera
Nel 1983, Kean debuttò nel mondo del wrestling nel Kentucky, dove lottava con il nome "Luscious" Lanny Kean. Due anni dopo, entrò nella World Wrestling Federation come "Cousin Junior", un membro della stable "Hillbilly Family". La gimmick interpretata da Kean in WWF era quella del campagnolo zoticone e stupido, proveniente dal profondo sud degli Stati Uniti. Durante il suo periodo nella federazione, Kean si scontrò con alcuni dei maggiori wrestler della WWF dei tempi, inclusi Jesse Ventura, Bob Orton Jr., e Roddy Piper.
Successivamente, Kean venne rimpiazzato in WWF da Gene Petit, con il ring name "Cousin Luke", che prese il suo posto nella stable Hillbilly. Le ragioni della fuoriuscita di Kean dalla federazione non sono mai state chiarite del tutto. Hillbilly Jim, il leader della Hillbilly Family, affermò che Kean "andò fuori di testa". Alcuni esperti del settore sostengono che la vera motivazione del suo allontanamento fosse da ricondursi a vari problemi di droga di cui Kean era vittima. Tornò comunque all'attività lottando nella Continental Wrestling Association, federazione affiliata alla American Wrestling Association (AWA), utilizzando l'identità di "Hillbilly Junior". Qui formò un tag team con Stan Frazier, che era stato anche lui in precedenza un membro della Hillbilly Family in WWF con il nome Uncle Elmer. I due vinsero l'AWA Southern Tag Team Championship il 30 agosto 1986 sconfiggendo la MOD Squad.
Kean entrò poi nella United States Wrestling Association (USWA), dove divenne membro della stable dei Moondogs adottando l'identità di Moondog Cujo (e in qualche occasione combattendo anche come Moondog Splat). Con i Moondogs, Kean riuscì a conquistare per ben quattro volte il titolo mondiale di coppia USWA. In seguito, cambiò nuovamente nome in "Big Daddy Cyrus" e iniziò una faida con Jerry Lawler, che deteneva all'epoca il titolo USWA Unified World Heavyweight Championship. Quindi formò un altro tag team con Crusher Bones nel 1995, ma il sodalizio ebbe vita breve. Nel 1997, Dutch Mantel diede a Kean il ring name "Bloody" Ox Brody, come omaggio a Ox Baker e Bruiser Brody, due leggende del ring recentemente scomparse.
Lanny Kean passò poi diversi anni senza combattere, nell'inattività più totale, ma nonostante questo, volle tornare a combattere reinterpretando il personaggio di Moondog Cujo. Il 27 aprile 2007, Moondog Cujo (con il manager Sal Corrente) sconfisse The Barbarian in un Hardcore match svoltosi a Memphis.

## Morte
Il 13 gennaio 2009, Kean è morto a causa di un arresto cardiaco a Franklin nell'Indiana. Aveva 48 anni.

## Nel wrestling
Mossa finale
- Mule kick[2]

Manager
- Hillbilly Jim[2]
- Sal Corrente

Soprannomi
- "Bloody" Ox Brody
- "Lucious" Lanny Kean

## Titoli e riconoscimenti
- Continental Wrestling Association
  - AWA Southern Tag Team Championship (1) – con Giant Hillbilly[5]

- United States Wrestling Association
  - USWA World Tag Team Championship (4) – con Moondog Spot (2), e Moondog Spike (2)[7]